# Третье правительство Иньиго Уркулью
III. Правительство Уркуллу или XII. Законодательное правительство Басков — это правительство Басков, находящееся у власти с 5 сентября 2020 года. Сформированное после выборов в парламент Басков в 2020 году. Законодательное собрание Басков в третий раз избрало Иньиго Уркуллу президентом при поддержке партий БНП и Соц.партии. Это коалиционное правительство двух партий, и впервые за два десятилетия оно имеет абсолютное большинство в законодательном органе.

## Правительство
| Министерство                               | Имя                  | Партия | Правление    | Источник |
| ------------------------------------------ | -------------------- | ------ | ------------ | -------- |
| Президент                                  | Уркулью, Иньиго      | БНП    | с 05.09.2020 | [ 1 ]    |
| Министр безопасности Первый вице-президент | Эркорека, Джосу      | БНП    | с 08.09.2020 | [ 2 ]    |
| Министр занятости и роботы                 | Идоя, Гора           | СПСБ   | с 08.09.2020 | [ 3 ]    |
| Министр гос.управления                     | Олац Гараменди       | БНП    | с 08.09.2020 | [ 4 ]    |
| Министр экономического розвития и экологии | Арантча Тапиа        | БНП    | с 08.09.2020 | [ 5 ]    |
| Министр экономики и финансов               | Педро Аспиасу        | БНП    | с 08.09.2020 | [ 6 ]    |
| Министр оброзования                        | Джокин Бильдаррац    | БНП    | с 08.09.2020 | [ 7 ]    |
| Министр территориального планирования      | Иньяки Арриола       | СПСБ   | с 08.09.2020 | [ 8 ]    |
| Министр здоровья                           | Готцоне Сагардуи     | БНП    | с 08.09.2020 | [ 9 ]    |
| Министр соц.политики                       | Беатрис Артоласабаль | БНП    | с 08.09.2020 | [ 10 ]   |
| Министр культуры и языковой политики       | Бинген Зупирия       | БНП    | с 08.09.2020 | [ 11 ]   |
| Министр торговли и туризма                 | Хавьер Уртадо        | БНП    | с 08.09.2020 | [ 12 ]   |